# Findlaterův obelisk
Findlaterův obelisk se nachází v lázeňských lesích Karlových Varů v nadmořské výšce 505 metrů. Stojí při cestě od Myslivny na rozhlednu Diana v sedle pod Výšinou přátelství.

## Historie
Obelisk dala postavit karlovarská městská rada v roce 1804 na památku štědrého mecenáše, skotského hraběte Jamese Ogilvy Findlatera. Hrabě se v letech 1793–1810 v Karlových Varech léčil celkem čtrnáctkrát. Byl okouzlen krásou okolních lesů a z vděčnosti za to, že místní horké prameny měly na jeho zdravotní stav pozitivní vliv, nechal na své náklady zřídit či rozšířit některé lesní promenádní cesty a ve stráni nad Teplou dal vystavět vyhlídkový altán, později po něm pojmenovaný.
Památník byl slavnostně odhalen dne 4. srpna 1804. V roce 1913 byl rekonstruován. K celkové rekonstrukci pak došlo ve druhé polovině roku 2007, kdy Lázeňské lesy Karlovy Vary za přispění Karlovarského kraje obnovily celý památník, včetně pamětní desky. Též bylo vyspraveno již zcela rozvalené schodiště.

## Popis

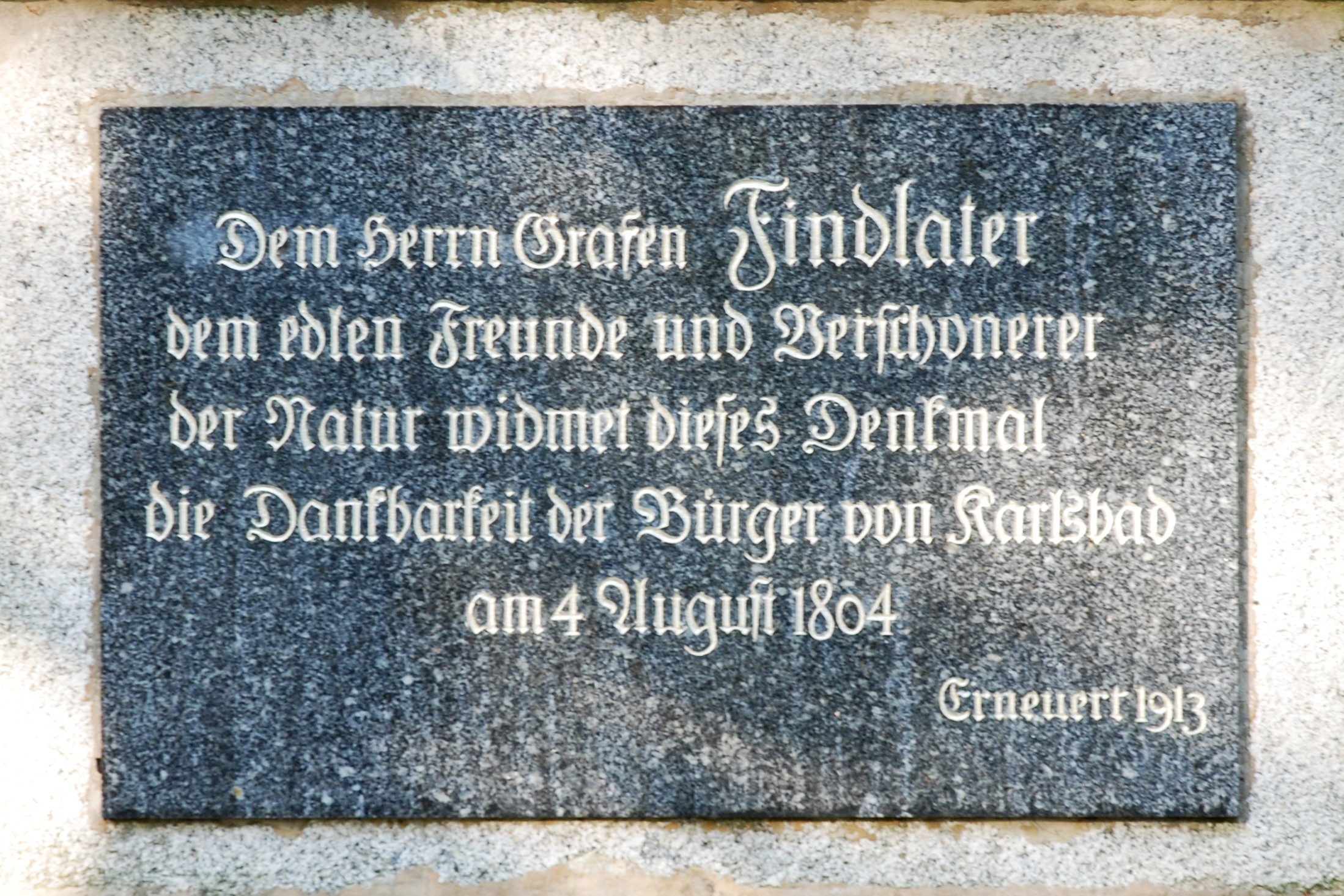
Pamětní deska v němčině

Osm metrů vysoký trojboký kónický sloup je sestaven z pískovcových kvádrů, stojí na šestiboké základně se schodištěm o třech stupních a zakončen je koulí.

### Pamětní deska
Na přední straně trojbokého podstavce je umístěna pamětní deska. Ta připomíná zásluhy hraběte Findlatera děkovným nápisem v němčině:
„Dem Herrn Grafen Findlater, dem edlen Freunde und Verschönerer der Natur widmet dieses Denkmal die Dankbarkeit der Bürger von Karlsbad am 4. August 1804 – Erneuert 1913“
Na opačné straně je instalována novější deska s českým překladem:
„Panu hraběti Findlaterovi šlechetnému příteli a zkrašlovateli přírody věnují tento pomník vděční občané z Karlových Varů – 4. srpna 1804 – obnoveno 1913“